# Dadnapped
Dadnapped (Rescatando a papá en Hispanoamérica y España), es una película original de Disney Channel de 2009 dirigida por Paul Hoen y protagonizada por Emily Osment, David Henrie, Moisés Arias, Jason Earles y Phill Lewis.
Se estrenó el 16 de febrero de 2009 en Estados Unidos con un total de 4.6 millones de espectadores.
En España se estrenó el 14 de marzo de 2009.

## Reparto
- Emily Osment como Melissa Morris
- David Henrie como "Wheeze"
- Jason Earles como Merv Kilbo
- Jonathan Keltz como Tripp Zoome
- Moisés Arias como Andre
- Denzel Whitaker como Sheldon
- Charles Halford como "Skunk"
- Phill Lewis como Maurice Legarche
- George Newbern como Neal Morris
- Jennifer Stone como Debbie (voice)
- Liz Lustig como Extra #1

## Doblaje al español en Hispanoamérica
- Mitzy Corona: Melissa Morris
- Héctor Emanuel Gómez: Trip
- Javier Olguin: Merv
- Abraham Vega: Sheldon
- Arturo Castañeda: Wheeze
- Arturo Mercado: Skunk
- Raúl Anaya: Maurice
- Manuel Díaz Tufinio: Andre
- Michelle Aguilera: Debbie

## Música
- Hero in Me - Emily Osment

## Recepción
Su estreno atrajo a 4,6 millones de espectadores, eclipsando a la película de Nickelodeon , Spectacular! , que se estrenó al mismo tiempo, un 39%
A pesar de su éxito comercial y la respuesta positiva de los fanáticos, la crítica lo recibió negativamente. David Nusair calificó la película (junto con Hatching Pete) como "típicamente decepcionante tarifa de Disney Channel

## Adaptaciones
Dadnapped: Junior Novel es un libro basado en la película, que debía ser lanzado el 30 de septiembre de 2008 en los Estados Unidos y el 21 de octubre de 2008 en el Reino Unido , pero la fecha de lanzamiento se cambió a febrero de 2009 para coincidir con el estreno de la película.